# Deutsche Handballmeisterschaft 1949 – Interzonenmeisterschaft
Die Deutsche Handballmeisterschaft 1949 war die Meisterschaftsendrunde der stärksten Vereine der drei westlichen Besatzungszonen und West-Berlins. Sie wurde am 20. Februar 1949 in Münster ausgespielt. Improvisierter Spielort war eine etwas umgebaute Reithalle.
Ausrichter war die Vorläufervereinigung des Deutschen Handballbunds (DHB), der Deutsche Arbeitsausschuss für Handball (DAH). Das Turnier war – nach der offenen Meisterschaft der Britischen Zone 1948 in Bremen – das zweite interzonale Endrundenturnier im Hallenhandball der Männer nach dem Ende des Zweiten Weltkriegs.
Deutscher Meister wurde der RSV Mülheim, der im Endspiel den Flensburger TB mit 9:6 besiegte. Die Mülheimer Rasensportler gewannen damit ihren ersten und einzigen Meistertitel im Hallenhandball.
Diese Meisterschaft gilt wie die des Vorjahres als inoffiziell, weil der DHB, der die kommenden Endrunden ab 1950 ausrichtete, erst im Oktober 1949 gegründet wurde. Der Dachverband erkannte die beiden Interzonenturniere nicht als Meisterschaften an und führt die Titelträger nicht in seiner Statistik.

## Modus
Die acht stärksten Mannschaften der Besatzungszonen trafen in zwei Vorrundengruppen aufeinander und spielten in einem Rundenturnier Jeder gegen jeden. Die Gruppensieger spielten in einem Finalspiel den Deutschen Meister aus; es gab keine Platzierungsspiele. Da es im Hallenhandball noch nicht in allen Landesteilen Regionalmeisterschaften gab, über die ab 1950 die Qualifikation zur Endrunde laufen sollte, ist nicht mehr in jeder Einzelheit bekannt, nach welchen Kriterien die Teilnehmer sich qualifiziert hatten.
In der Vorrundengruppe A trafen aus der Britischen Zone der RSV Mülheim (Deutscher Feldhandballmeister 1947), der TV Eintracht Hagen (Westfalenmeister), die SV Polizei Hamburg (mit Flensburger TB erfolgreichster norddeutscher Verein) sowie aus der Französischen Zone die Sportgemeinde Haßloch (Südwestdeutscher Meister 1949) aufeinander.
In der anderen Gruppe spielten aus der Britischen Zone der Flensburger TB (mit SV Polizei Hamburg erfolgreichster norddeutscher Verein), der TuS Eintracht Minden (Westfälischer Pokalmeister), sowie aus der Amerikanischen Zone der TSV 1896 Rintheim (Süddeutscher Meister 1949) und aus dem Amerikanischen Sektor Berlins der Sieger der ersten interzonalen Meisterschaft im Vorjahr, die SG Wilmersdorf (entspricht Berliner SV 1892; Berliner Meister 1948 (Halle und Feld)).
Die Spieldauer betrug 2 × 15 Minuten.

## Turnierverlauf
Überraschend setzte sich der RSV Mülheim im Gruppenspiel knapp gegen den stärker eingeschätzten Hamburger Polizeiverein durch; in der Vorrundengruppe B beendete Flensburg alle seine Spiele als deutlicher Sieger und war damit für das Finale leicht favorisiert. Im Endspiel zeigte sich dann, dass die Flensburger in den Gruppenspielen mehr Kräfte gelassen hatten. Zwar gelang es ihnen den Halbzeitstand von 4:1 nach der Pause zum 5:5 auszugleichen; dem Schlussspurt der Mülheimer zum Endstand von 9:6 hatte der TB aber nichts mehr entgegenzusetzen.

### Vorrunde Gruppe A
RSV Mülheim – TV Eintracht Hagen: 10:4
SV Polizei Hamburg – Sportgemeinde Haßloch: 13:4
TV Eintracht Hagen – Sportgemeinde Haßloch: 7:3
RSV Mülheim – SV Polizei Hamburg: 4:3
SV Polizei Hamburg – TV Eintracht Hagen: 6:4
RSV Mülheim – Sportgemeinde Haßloch: 9:2
|    | Vorrundentabelle Gruppe A | Sp. | S | U | N | Tore  | Diff. | Punkte |
| -- | ------------------------- | --- | - | - | - | ----- | ----- | ------ |
| 1. | RSV Mülheim a.d. Ruhr     | 3   | 3 | 0 | 0 | 23:9  | +14   | 6:0    |
| 2. | Polizei SV Hamburg        | 3   | 2 | 0 | 1 | 22:12 | +10   | 4:2    |
| 3. | TV Eintracht Hagen        | 3   | 1 | 0 | 2 | 15:19 | −4    | 2:4    |
| 4. | Sportgemeinde Haßloch     | 3   | 0 | 0 | 3 | 9:29  | −20   | 0:6    |

### Vorrunde Gruppe B
Flensburger TB – TSV 1896 Rintheim: 6:2
TuS Eintracht Minden – SG Wilmersdorf: 9:4
TSV 1896 Rintheim – TuS Eintracht Minden: 5:5
Flensburger TB – SG Wilmersdorf: 8:2
SG Wilmersdorf – TSV 1896 Rintheim: 8:2
Flensburger TB – TuS Eintracht Minden: 10:7
|    | Vorrundentabelle Gruppe B | Sp. | S | U | N | Tore  | Diff. | Punkte |
| -- | ------------------------- | --- | - | - | - | ----- | ----- | ------ |
| 1. | Flensburger TB            | 3   | 3 | 0 | 0 | 24:11 | +13   | 6:0    |
| 2. | TuS Eintracht Minden      | 3   | 1 | 1 | 1 | 21:19 | +2    | 3:3    |
| 3. | SG Wilmersdorf (BSV 1892) | 3   | 1 | 0 | 2 | 14:19 | −5    | 2:4    |
| 4. | TSV 1896 Rintheim         | 3   | 0 | 1 | 2 | 9:19  | −10   | 1:5    |

### Endspiel
RSV Mülheim – Flensburger TB: 9:6